# Communauté de communes du Pays de l'Huisne Sarthoise
La communauté de communes du Pays de l'Huisne Sarthoise est une communauté de communes française du Perche, située dans le département de la Sarthe et la région Pays de la Loire.

## Histoire
Créée le 1er janvier 1997 par un arrêté préfectoral du 27 décembre 1996, la communauté de communes du Pays de l'Huisne Sarthoise est alors un établissement public de coopération intercommunale (EPCI) composé de vingt-six communes de deux cantons de la Sarthe, La Ferté-Bernard et Tuffé, regroupant plus de 25 000 habitants. Elle succède à un syndicat intercommunal dénommé le syndicat intercommunal du Val d'Huisne (SIVH) créé dès 1981, qui avait permis aux communes de répondre de façon concertée aux politiques régionales et départementales.
Le 1er janvier 2016, Tuffé et Saint-Hilaire-le-Lierru fusionnent pour former Tuffé Val de la Chéronne ; la communauté de communes compte alors vingt-cinq communes.
Le 31 décembre 2016, neuf communes issues de la communauté de communes du Val de Braye rejoignent la communauté de communes du Pays de l'Huisne Sarthoise. Il s'agit de : Champrond, Courgenard, Gréez-sur-Roc, Lamnay, Melleray, Montmirail, Saint-Jean-des-Échelles, Saint-Maixent et Saint-Ulphace.
Le 1er janvier 2019, les communes de Cherré et Cherreau fusionnent pour constituer la commune nouvelle de Cherré-Au.

## Territoire communautaire

### Géographie
Située à l'est  du département de la Sarthe, la communauté de communes du Pays de l'Huisne Sarthoise regroupe 33 communes et présente une superficie de 467,9 km2.

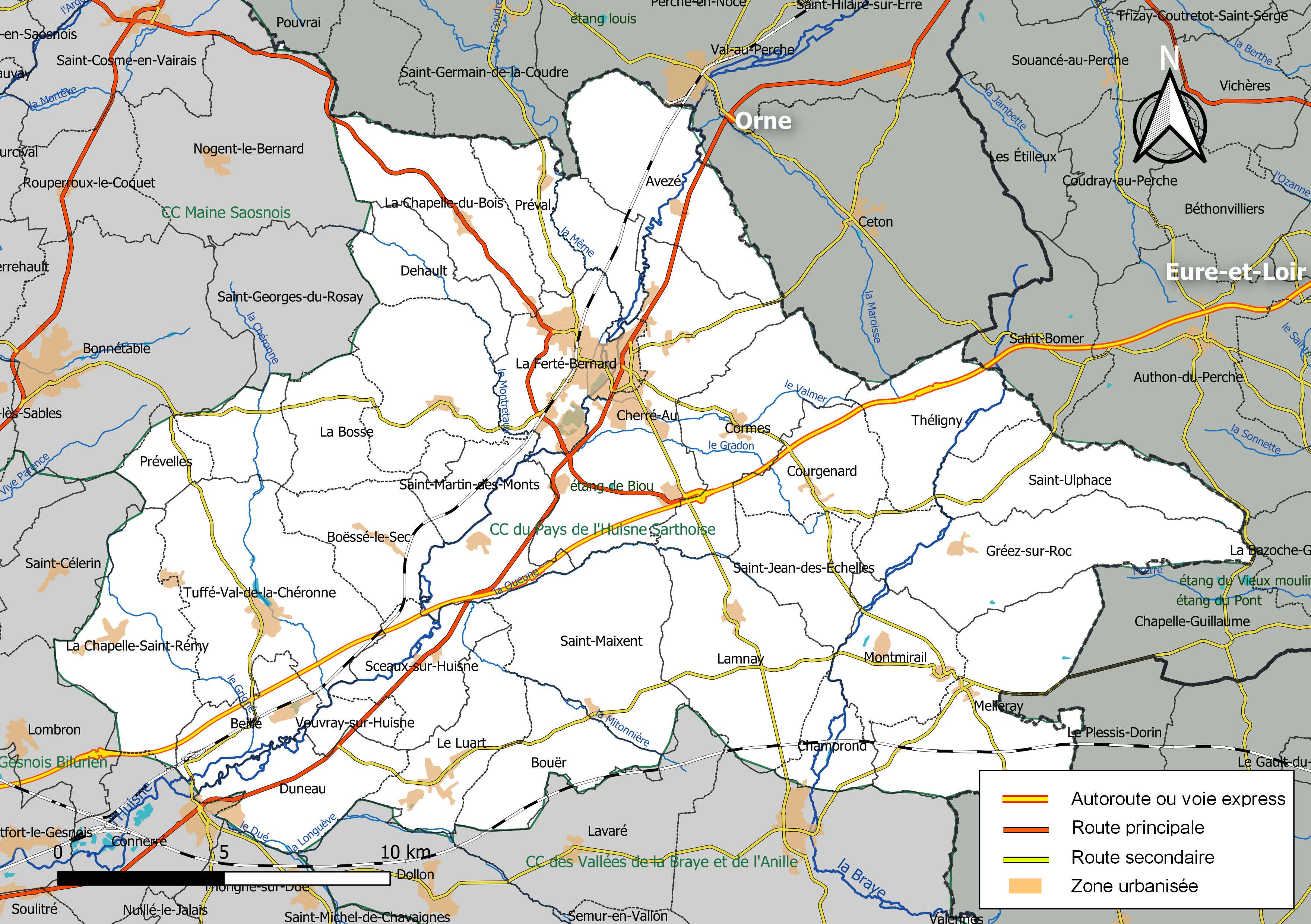
Carte de la communauté de communes du Pays de l'Huisne Sarthoise au 1er janvier 2019.

### Composition
La communauté de communes est composée des 33 communes suivantes :

| Nom                      | Code Insee | Gentilé          | Superficie (km2) | Population (dernière pop. légale) | Densité (hab./km2) |
| ------------------------ | ---------- | ---------------- | ---------------- | --------------------------------- | ------------------ |
| La Ferté-Bernard (siège) | 72132      | Fertois          | 14,96            | 8 769 (2022)                      | 586                |
| Avezé                    | 72020      | Avezéens         | 20,81            | 692 (2022)                        | 33                 |
| Beillé                   | 72031      | Beilléens        | 8,48             | 543 (2022)                        | 64                 |
| Boëssé-le-Sec            | 72038      | Boësséens        | 11,76            | 534 (2022)                        | 45                 |
| La Bosse                 | 72040      | Bosséens         | 10,75            | 153 (2022)                        | 14                 |
| Bouër                    | 72041      | Bouëriens        | 12               | 352 (2022)                        | 29                 |
| Champrond                | 72057      | Champronais      | 5,98             | 68 (2022)                         | 11                 |
| La Chapelle-du-Bois      | 72062      | Chapellois       | 16,53            | 779 (2022)                        | 47                 |
| La Chapelle-Saint-Rémy   | 72067      | Capelloremyens   | 19,2             | 998 (2022)                        | 52                 |
| Cherré-Au                | 72080      |                  | 30,37            | 2 746 (2022)                      | 90                 |
| Cormes                   | 72093      | Corméens         | 19               | 886 (2022)                        | 47                 |
| Courgenard               | 72105      | Cosnelliens      | 11,32            | 460 (2022)                        | 41                 |
| Dehault                  | 72114      | Dehaultais       | 8,94             | 250 (2022)                        | 28                 |
| Duneau                   | 72122      | Dunois           | 12,82            | 1 076 (2022)                      | 84                 |
| Gréez-sur-Roc            | 72144      | Grézois          | 25,38            | 339 (2022)                        | 13                 |
| Lamnay                   | 72156      | Lamnaysiens      | 22,09            | 920 (2022)                        | 42                 |
| Le Luart                 | 72172      | Luartais         | 12,23            | 1 454 (2022)                      | 119                |
| Melleray                 | 72193      | Melleraysiens    | 25,9             | 446 (2022)                        | 17                 |
| Montmirail               | 72208      |                  | 12,53            | 369 (2022)                        | 29                 |
| Préval                   | 72245      | Prévalois        | 7,62             | 669 (2022)                        | 88                 |
| Prévelles                | 72246      | Prévellois       | 4,81             | 193 (2022)                        | 40                 |
| Saint-Aubin-des-Coudrais | 72267      | Saint-Aubinois   | 17,42            | 916 (2022)                        | 53                 |
| Saint-Denis-des-Coudrais | 72277      | Dionysiens       | 7                | 113 (2022)                        | 16                 |
| Saint-Jean-des-Échelles  | 72292      | Échellois        | 10,64            | 225 (2022)                        | 21                 |
| Saint-Maixent            | 72296      | Saint-Maixentais | 22,48            | 741 (2022)                        | 33                 |
| Saint-Martin-des-Monts   | 72302      | Martinois        | 5,72             | 172 (2022)                        | 30                 |
| Saint-Ulphace            | 72322      |                  | 15,98            | 223 (2022)                        | 14                 |
| Sceaux-sur-Huisne        | 72331      | Scelléens        | 11,76            | 584 (2022)                        | 50                 |
| Souvigné-sur-Même        | 72342      | Souvignéens      | 6,28             | 160 (2022)                        | 25                 |
| Théligny                 | 72353      | Thélignois       | 14,31            | 215 (2022)                        | 15                 |
| Tuffé Val de la Chéronne | 72363      |                  | 29,16            | 1 669 (2022)                      | 57                 |
| Villaines-la-Gonais      | 72375      | Villainois       | 10,34            | 517 (2022)                        | 50                 |
| Vouvray-sur-Huisne       | 72383      | Vouvraysiens     | 3,34             | 131 (2022)                        | 39                 |

### Démographie

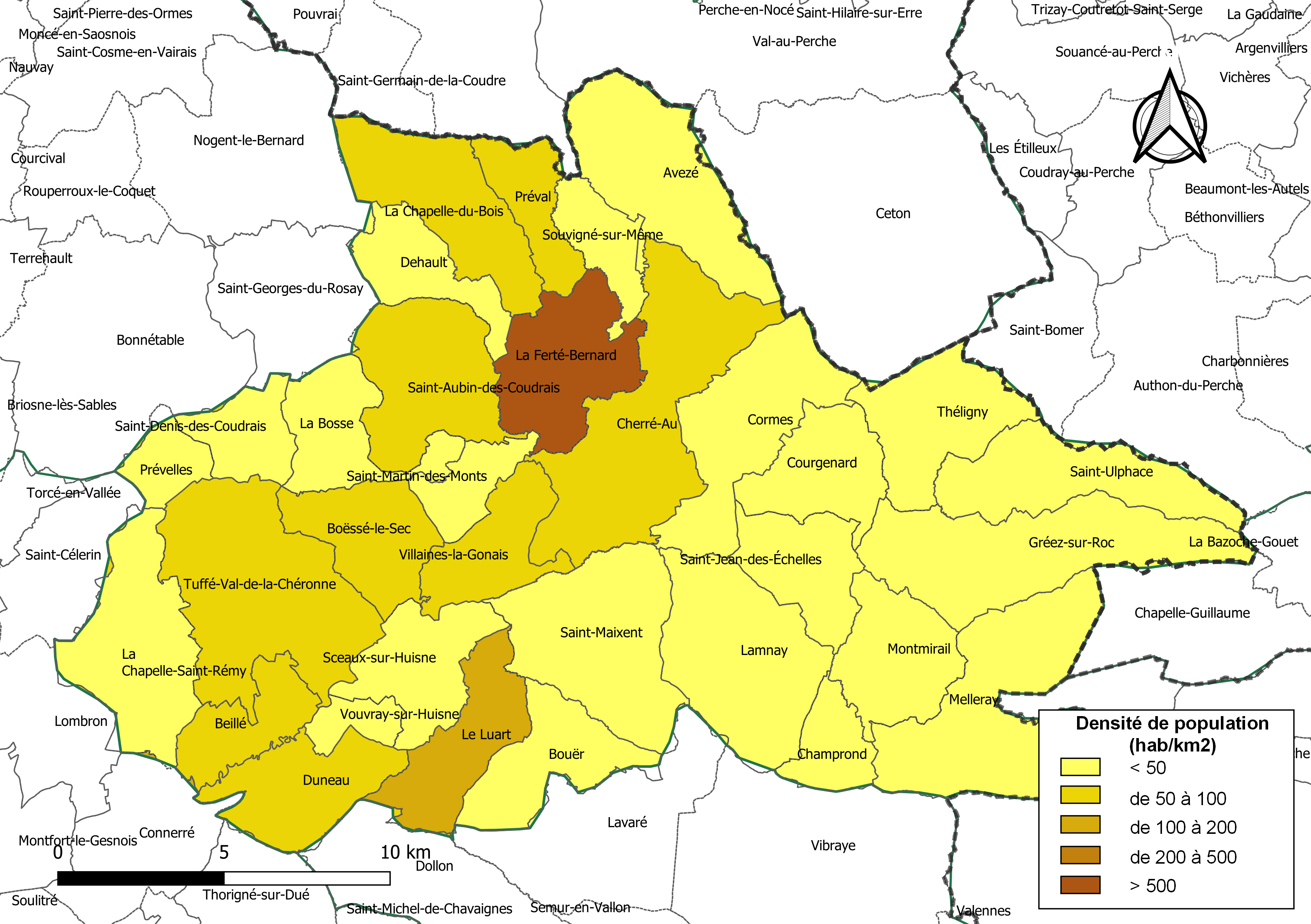
Carte des densités de population (millésimée 2016) des communes de la communauté de communes du Pays de l'Huisne Sarthoise. Composition en communes au 1er janvier 2019.

| 1968   | 1975   | 1982   | 1990   | 1999   | 2008   | 2013   | 2019   |
| ------ | ------ | ------ | ------ | ------ | ------ | ------ | ------ |
| 22 747 | 23 638 | 24 413 | 25 142 | 26 087 | 28 669 | 29 111 | 28 607 |

## Administration

### Siège
Le siège de la communauté de communes est situé à La Ferté-Bernard.

### Les élus
Le conseil communautaire de la communauté de communes se compose de 55 conseillers, représentant chacune des communes membres et élus pour une durée de six ans.
Ils sont répartis comme suit :
| Nombre de conseillers | Communes                 |
| --------------------- | ------------------------ |
| 16                    | La Ferté-Bernard         |
| 5                     | Cherré-Au                |
| 3                     | Tuffé Val de la Chéronne |
| 2                     | Le Luart                 |
| 1 (+ 1 suppléant)     | les autres communes      |

### Présidence
| Période      | Période                      | Identité            | Étiquette    | Qualité                                                                       |
| ------------ | ---------------------------- | ------------------- | ------------ | ----------------------------------------------------------------------------- |
| 1996         | 2006                         | Roland du Luart     | UDF puis UMP | Maire du Luart (1965-2001)                                                    |
| 2006         | juillet 2017                 | Jean-Carles Grelier | UMP-LR       | Maire de La Ferté-Bernard (2008-2017), conseiller départemental (depuis 2015) |
| juillet 2017 | En cours (au 5 octobre 2022) | Didier Reveau       | UDI          | Maire de La Ferté-Bernard (depuis 2017)                                       |

### Compétences
Développement économique
Aménagement du territoire
Solidarités, jeunesse et sport
Équipement, logements et mobilité (depuis 2022)

Environnement, GEMAPI

### Régime fiscal et budget
Le régime fiscal de la communauté de communes est la fiscalité professionnelle unique (FPU).

## Projets et réalisations
Plan local d'urbanisme intercommunal
Aires de mises en valeur du patrimoine de La Ferté-Bernard et de Montmirail
Centre aquatique intercommunal
Zones d'activités des Ajeux et du Coutier